# Młodojewo (gmina)
Młodojewo – dawna gmina wiejska istniejąca do 1954 roku w woj. łódzkim i poznańskim. Nazwa gminy pochodzi od wsi Młodojewo, lecz siedzibą władz gminy było Marcewo.
W okresie międzywojennym gmina Młodojewo należała do (utworzonego w 1919 roku) powiatu słupeckiego w woj. łódzkim. W związku ze zlikwidowaniem powiatu słupeckiego z dniem 1 kwietnia 1932 roku gmina weszła w skład powiatu konińskiego w tymże województwie. 1 kwietnia 1938 roku gminę wraz z całym powiatem konińskim przeniesiono do woj. poznańskiego.
Po wojnie gmina zachowała przynależność administracyjną. Według stanu z dnia 1 lipca 1952 roku gmina składała się z 14 gromad: Drążna, Kochowo, Kochowo Parcele, Korwin, Koszuty, Koszuty Parcele, Marcewek, Marcewo, Młodojewo, Niezgoda, Piotrowice, Rozalin, Stara Olszyna i Szyszłowo.
Jednostka została zniesiona 29 września 1954 roku wraz z reformą wprowadzającą gromady w miejsce gmin. Po reaktywowaniu gmin z dniem 1 stycznia 1973 roku gminy Młodojewo nie przywrócono, a jej dawny obszar wszedł głównie w skład nowej gminy Słupca w powiecie słupeckim tymże województwie